# (5878) Charlene
(5878) Charlene est un astéroïde de la ceinture principale.

## Description
(5878) Charlene est un astéroïde de la ceinture principale. Il fut découvert le 14 février 1991 à l'Observatoire Palomar par Eleanor Francis Helin. Il présente une orbite caractérisée par un demi-grand axe de 2,31 UA, une excentricité de 0,15 et une inclinaison de 6,6° par rapport à l'écliptique.

## Compléments